# Ебен Ворстер
Ебен Ворстер (афр. Eben Vorster; кејптаун, 23. април 1997) јужноафрички је пливач чија специјалност су трке слободним, делфин и мешовитим стилом.

## Спортска каријера
Ворстер је дебитовао на међународној сцени на светском јуниорском првенству 2016. у канадском Виндзору где је остварио најбољи резултат као члан штафете на 4×50 слободно (6. место). Након тог првенства посветио се студијама у Сједињеним Држава где је наступао за пливачки тим Питсбуршког универзитета.
У такмичења на међународној сцени вратио се тек на светском првенству у Квангџуу 2019. где је наступио у две дисциплине. У трци на 200 слободно заузео је 44. место у квалификацијама, док је у трци на 200 мешовито био на 39. позицији.